# Brian Pumper
Brian Pumper (Hempstead, 25 aprile 1981) è un ex attore pornografico e regista pornografico statunitense.

## Biografia
Aspirava a diventare un rapper con il nome di Bling Man ed è anche un grande fan della musica hip hop e ha fatto alcuni album di hip hop con lo pseudonimo di I Shine Fame Chocolate Hood Pussy. Ha formato la propria casa di produzione Freaky Empire.. Il 30 luglio 2010 è stato annunciato che è apparso in un sextape con Montana Fishburne, figlia allora diciannovenne dell'attore Laurence Fishburne, usando lo pseudonimo di "Chippy D". Il 1º settembre 2010 è pubblicato il suo mixtape "I Get Biz" su iTunes.
Nel 2011 ha realizzato il video rap "They Call Me Pumper".

## Riconoscimenti
- 2004: AVN Award – Best Three-Way Sex Scene con Jessica Darlin e Jules Jordan[5]
- 2008: Urban X Awards Spice Award – Best Anal Sex Scene con Aurora Jolie

## Filmografia

### Come attore
- Shane's World 27: Girls On Top (2000)
- Black on Black 1 (2001)
- Breakin' 'Em In 1 (2001)
- Can't Get Enough (2001)
- Fast Times at Deep Crack High 5 (2001)
- G Spot (2001)
- Gangbang Girl 30 (2001)
- Gangbang Girl 31 (2001)
- Gangland 28 (2001)
- Harlem Honeyz 3: The Ball Busters (2001)
- Luscious Latinas 8 (2001)
- True Colors (2001)
- World Class Ass 1 (2001)
- 110% Natural 4 (2002)
- 7 The Hardway 1 (2002)
- All Dat Azz 2 (2002)
- All Dat Azz 6 (2002)
- Ass Worship 2 (2002)
- Ass Worship 3 (2002)
- Beverly Hills 9021-ho 3 (2002)
- Black and White Passion 2 (2002)
- Black Cherry Coeds 21 (2002)
- Black Cravings 10 (2002)
- Black Cravings 7 (2002)
- Black Cravings 8 (2002)
- Black Dicks In White Chicks 3 (2002)
- Black Dicks in White Chicks 4 (2002)
- Black Head Nurses 1 (2002)
- Black on Black 2 (2002)
- Black on Black 3 (2002)
- Booty Talk 33 (2002)
- Booty Talk 34 (2002)
- Booty Talk 35 (2002)
- Booty Talk 36 (2002)
- Bootylicious 38: Little White Bitches (2002)
- Bootylicious 39: Tap Dat Ass (2002)
- Brand New 1 (2002)
- Breakin' 'Em In 2 (2002)
- Breakin' 'Em In 3 (2002)
- Chocolate Oral Delights 3 (2002)
- Cum Drippers 2 (2002)
- Cum Drippers 3 (2002)
- Cum Sucking Whore Named Aurora Snow (2002)
- Cum Swapping Sluts 2 (2002)
- Double Penetration Virgins 13: DP Penitentiary (2002)
- Feeding Frenzy 1 (2002)
- Fill Her Up 1 (2002)
- Filthy Little Whores 3 (2002)
- Flesh Hunter 3 (2002)
- Gang Bang 1 (2002)
- Gang Bang 2 (2002)
- Gangbang Girl 33 (2002)
- Gangland 31 (2002)
- Gangland 35 (2002)
- Gangland 36 (2002)
- Gangland 37 (2002)
- Gangland Super Gangbang 1 (2002)
- Gangsta' Bang (2002)
- Get Yo' Orgy On 2 (2002)
- Group Thing 2 (2002)
- Hardcore Training 1 (2002)
- Hardcore Training 2 (2002)
- Hot Bods And Tail Pipe 22 (2002)
- Just Over Eighteen 4 (2002)
- Just Over Eighteen 5 (2002)
- Little White Chicks... Big Black Monster Dicks 16 (2002)
- Little White Chicks... Big Black Monster Dicks 17 (2002)
- Little White Slave Girls 2 (2002)
- Orgy World: The Next Level 3 (2002)
- Orgy World: The Next Level 4 (2002)
- Pink Pussy Cats 1 (2002)
- Real College Girls 4 (2002)
- Runaway Butts 5 (2002)
- Snoop Dogg's Hustlaz: Diary of a Pimp (2002)
- Straight To The A 2 (2002)
- Straight to the A 3 (2002)
- Swallow My Pride 1 (2002)
- Swallow My Pride 2 (2002)
- Thick Black And Stacked 5 (2002)
- Throat Gaggers 1 (2002)
- Throat Gaggers 3 (2002)
- Trained Teens 2 (2002)
- Two In The Seat 1 (2002)
- Two In The Seat 2 (2002)
- Wet Latex Dreams 1 (2002)
- Where The Fuck is The G Spot (2002)
- White Trash Whore 26 (2002)
- Who's Pussy is This? 2 (2002)
- Who's Pussy is This? 3 (2002)
- World Class Ass 2 (2002)
- XXX Road Trip 3 (2002)
- Young Ripe Mellons 1 (2002)
- 1 in the Pink 1 in the Stink 2 (2003)
- 110% Natural 5 (2003)
- 7 The Hardway 2 (2003)
- All Dat Azz 10 (2003)
- Anal Teen Tryouts 2 (2003)
- Asian Girls and Black Cocks 2 (2003)
- Ass Worship 5 (2003)
- Assiliciously Delicious 5 (2003)
- Assiliciously Delicious 6 (2003)
- Bigger The Blacker The Better 1 (2003)
- Black Ass Candy 1 (2003)
- Black Ass Candy 2 (2003)
- Black Ass Candy 3 (2003)
- Black Cum 'n White Girlz 1 (2003)
- Black Cum 'n White Girlz 2 (2003)
- Black Dicks in Asian Chicks 1 (2003)
- Black Dicks in White Chicks 5 (2003)
- Black Dicks in White Chicks 7 (2003)
- Black Divas 2 (2003)
- Black Head Nurses 2 (2003)
- Black Head Nurses 3 (2003)
- Black Head Nurses 4 (2003)
- Black on Black 5 (2003)
- Black on Black 6 (2003)
- Black on White Crime 3 (2003)
- Black Swallow 2 (2003)
- Booty Talk 38 (2003)
- Booty Talk 39 (2003)
- Booty Talk 40 (2003)
- Booty Talk 41 (2003)
- Booty Talk 42 (2003)
- Booty Talk 44 (2003)
- Booty Talk 45 (2003)
- Breakin' 'Em In 4 (2003)
- Bustin' Nutzs 1 (2003)
- Bustin' Nutzs 2 (2003)
- Choc Full A Nut (2003)
- Chocolate Cream Pie 5 (2003)
- Crack Her Jack 2 (2003)
- Cum Dumpsters 2 (2003)
- Double Penetrated White Girls 2 (2003)
- Eighteen 'N Interracial 10 (2003)
- Eighteen 'N Interracial 11 (2003)
- Eighteen 'N Interracial 6 (2003)
- Eighteen 'N Interracial 7 (2003)
- Eighteen 'N Interracial 8 (2003)
- Erotica X (2003)
- Feeding Frenzy 2 (2003)
- Fill Her Up 2 (2003)
- Flesh Hunter 4 (2003)
- Four X Four 1 (2003)
- Four X Four 2 (2003)
- Four X Four 3 (2003)
- Four X Four 4 (2003)
- Freaks Whoes And Flows 30 (2003)
- Freaks Whoes And Flows 31 (2003)
- Fresh New Faces 1 (2003)
- Gangland 40 (2003)
- Gangland 46 (2003)
- Get a Load of This (2003)
- Group Thing 3 (2003)
- H.T.'s Black Street Hookers 64 (2003)
- Hardcore Interracial Sexxx 2 (2003)
- Hardcore Interracial Sexxx 4 (2003)
- Hardcore Training 3 (2003)
- Heated Passion (2003)
- Hellcats 2 (2003)
- Hi-teen Club 5 (2003)
- Hittin' Dat White Azz 1 (2003)
- I Like It Black and Deep in My Ass 3 (2003)
- I Like It Black and Deep in My Ass 4 (2003)
- Immature Encounters 5 (2003)
- Interracial Lust 1 (2003)
- Invasian 1 (2003)
- Joey Silvera's New Girls 4 (2003)
- Joey Silvera's New Girls 5 (2003)
- Little White Slave Girls 3 (2003)
- Little White Slave Girls 4 (2003)
- Little White Slave Girls 6 (2003)
- Major League Azz 2 (2003)
- Me Luv U Long Time 2 (2003)
- Me Luv U Long Time 3 (2003)
- Me Luv U Long Time 5 (2003)
- Monique's Sexaholics 3 (2003)
- My Baby Got Back 30 (2003)
- New X-rated Sistas 2 (2003)
- New X-rated Sistas 3 (2003)
- New X-rated Sistas 4 (2003)
- Once You Go Black 1 (2003)
- Once You Go Black 2 (2003)
- Orgy World: Brown And Round 1 (2003)
- Orgy World: Brown And Round 2 (2003)
- Orgy World: Brown And Round 3 (2003)
- Orgy World: The Next Level 6 (2003)
- Perfect Specimens 1 (2003)
- Pink Pussy Cats 2 (2003)
- Pink Pussy Cats 3 (2003)
- Pink Pussy Cats 4 (2003)
- Pink Pussy Cats 5 (2003)
- Pink Pussy Cats 6 (2003)
- Pink Pussy Cats 7 (2003)
- Professianals 1 (2003)
- Reality Teens Gone Crazy 1 (2003)
- Ripe 'n Ready 2 (2003)
- Runaway Butts 6 (2003)
- Runaway Butts 7 (2003)
- Sex Shooter 3 (2003)
- Skin on Skin (2003)
- Spring Chickens 6 (2003)
- Sweet Teens and Black Cocks 3 (2003)
- There's Something About Jack 27 (2003)
- Throat Gaggers 4 (2003)
- Train My White Ass 5 (2003)
- Train My White Ass 6 (2003)
- Two In The Seat 3 (2003)
- Ultimate Asses 1 (2003)
- Voyeur 24 (2003)
- Voyeur 25 (2003)
- Weapons Of Ass Destruction 2 (2003)
- Wet Pink 1 (2003)
- Women of Color 6 (2003)
- XXX Road Trip 4 (2003)
- Young Ripe Mellons 4 (2003)
- Young Tight Latinas 2 (2003)
- 1 in the Pink 1 in the Stink 3 (2004)
- 1 in the Pink 1 in the Stink 4 (2004)
- 1 in the Pink 1 in the Stink 5 (2004)
- 1 Night in Paris (2004)
- 18 and Nasty 42 (2004)
- 2 Chocolate Kisses 3 (2004)
- 2 on 1 17 (2004)
- 2 Pricks And A Chick (2004)
- 5 On 1 1 (2004)
- Adult Video News Awards 2004 (2004)
- All Dat Azz 21 (2004)
- All That Ass: The Orgy 1 (2004)
- All That Ass: The Orgy 2 (2004)
- Anal Retentive 2 (2004)
- Analicious 1 (2004)
- Ass Cream Pies 5 (2004)
- Azz Fest 3 (2004)
- Balls Deep 8 (2004)
- Bet Your Ass 2 (2004)
- Big Ass Anal Heaven 3 (2004)
- Big Black Beef Stretches Little Pink Meat 2 (2004)
- Big Butt Smashdown 2 (2004)
- Big Phat Apple Bottom Bootys 2 (2004)
- Black and Nasty 2 (2004)
- Black and Nasty 3 (2004)
- Black and Nasty 4 (2004)
- Black Ass Candy 5 (2004)
- Black Ass Candy 6 (2004)
- Black Ass Candy 7 (2004)
- Black Booty Cam 13 (2004)
- Black Booty Cam 14 (2004)
- Black Booty Cam 16 (2004)
- Black Cravings 13 (2004)
- Black Dicks in White Chicks 8 (2004)
- Black in the Saddle Again (2004)
- Black Initiations 2 (2004)
- Black Initiations 3 (2004)
- Black on Black 7 (2004)
- Black on White Crime 4 (2004)
- Black Poles Cumming in White Holes (2004)
- Black Reign 3 (2004)
- Black Reign 5 (2004)
- Black Up That White Ass 3 (2004)
- Blacker The Meat The Sweeter The Honeys 4 (2004)
- Boob Bangers 1 (2004)
- Booty Talk 48 (2004)
- Booty Talk 50 (2004)
- Booty Talk 52 (2004)
- Booty Talk 54 (2004)
- Booty Talk 55 (2004)
- Booty Talk 57 (2004)
- Breakin' 'Em In 6 (2004)
- Bustin' Nutzs 3 (2004)
- Clusterfuck 3 (2004)
- Cum Drippers 7 (2004)
- Cum Filled Pussy 1 (2004)
- Cum Filled Pussy 2 (2004)
- Cum Glazed 1 (2004)
- Dementia 1 (2004)
- Dirty Blondes And Black Cocks 1 (2004)
- Double Vag 1 (2004)
- Down Wit Whitey (2004)
- Droppin' Loads 4 (2004)
- Epic Global Orgies (2004)
- European Girls Love Brothers (2004)
- Fashionably Laid (2004)
- Four X Four 6 (2004)
- Four X Four 7 (2004)
- Fuck Dat Ho 3 (2004)
- Fuck Doll Sandwich 2 (2004)
- Fuck Dolls 2 (2004)
- Fuck My Ass -n- Make Me Cum 2 (2004)
- Gang Bang 3 (2004)
- Gangbang Auditions 11 (2004)
- Gangbang Auditions 12 (2004)
- Gangbang Auditions 13 (2004)
- Gangbang Auditions 14 (2004)
- H.T.'s Black Street Hookers 68 (2004)
- H.T.'s Black Street Hookers Cream Pies 2 (2004)
- H.T.'s Black Street Hookers Cream Pies 4 (2004)
- Hellcats 3 (2004)
- Hellcats 6 (2004)
- Hittin' Dat White Azz 2 (2004)
- Hittin' Dat White Azz 3 (2004)
- Hot Latin Pussy Adventures 37 (2004)
- I Got The Biggest Tits! Wet T-shirt Contest 4 (2004)
- I Like It Black and Deep in My Ass 5 (2004)
- I Was Tight Yesterday 2 (2004)
- Incumming 3 (2004)
- Interracial Cum Swappers (2004)
- Interracial Lust 3 (2004)
- Interracial Sex Shooter 4 (2004)
- Lewd Conduct 20 (2004)
- Lex Steele XXX 3 (2004)
- Lingerie 3 (2004)
- Little Chicks Big Dicks (2004)
- Little White Chicks Big Black Dicks (2004)
- Little White Slave Girls 9 (2004)
- Love Dat Asian Pussy 1 (2004)
- Love Dat Asian Pussy 2 (2004)
- Manhammer 2 (2004)
- Manhammer 3 (2004)
- Me Luv U Long Time 6 (2004)
- My Baby Got Back 34 (2004)
- My Milkshake is Thick and Double-Dicked 2 (2004)
- Natural Beauties 2 (2004)
- No Cum Dodging Allowed 4 (2004)
- Once You Go Black 3 (2004)
- Orgy World: Brown And Round 4 (2004)
- Orgy World: Brown And Round 5 (2004)
- Orgy World: The Next Level 8 (2004)
- Oriental Chocolate Dreams (2004)
- Oriental Orgy World 1 (2004)
- Phat Azz White Girls 12 (2004)
- Phat Azz White Girls 9 (2004)
- Rain Coater's Point of View 4 (2004)
- Semen Shots 2 (2004)
- Shaved Pussy (2004)
- She Got Ass 2 (2004)
- She Got Ass 3 (2004)
- Size Queens 1 (2004)
- Spring Chickens 7 (2004)
- Super Naturals 1 (2004)
- Swallow My Black Load (2004)
- Swallow My Pride 4 (2004)
- Take It Black 1 (2004)
- Teenage Spermaholics 1 (2004)
- Teens Need Chocolate Cum 1 (2004)
- Teens Too Pretty for Porn 1 (2004)
- Teens Who Like It Up the Ass 6 (2004)
- There's Something About Jack 34 (2004)
- Top Notch Bitches 1 (2004)
- Un-natural Sex 12 (2004)
- Up Your Ass 22 (2004)
- Voracious 1 (2004)
- White Butts Drippin' Chocolate Nuts 4 (2004)
- White Chicks Gettin' Black Balled 3 (2004)
- White Chicks Gettin' Black Balled 4 (2004)
- White Chicks Gettin' Black Balled 6 (2004)
- White Trash Whore 30 (2004)
- Wild Side 3 (2004)
- Women of Color 7 (2004)
- Young As They Cum 15 (2004)
- Young Asian Cookies Dripping Cum 1 (2004)
- Young Cheerleaders Swap N' Swallow 2 (2004)
- Young Dumb And Filled With Chocolate Cum 3 (2004)
- Young Ripe Mellons 5 (2004)
- Young Ripe Mellons 6 (2004)
- Young Tight Latinas 6 (2004)
- A2M 5 (2005)
- A2M 6 (2005)
- All Dat Azz 25 (2005)
- Anal Interpreter (2005)
- Art Of Anal 4 (2005)
- Ass Cream Pies 7 (2005)
- Ass Cream Pies 8 (2005)
- Assiliciously Delicious 11 (2005)
- Assiliciously Delicious 9 (2005)
- Azz and Mo Ass 1 (2005)
- Back 2 Black (2005)
- Bangin Whitey 2 (2005)
- Big Bubble Butt Brazilian Orgy 5 (2005)
- Big Butt Road Trip 3 (2005)
- Big Butt Smashdown 3 (2005)
- Big Butt Smashdown 4 (2005)
- Big Butt Smashdown 5 (2005)
- Big Natural Tits 13 (2005)
- Big Phat Apple Bottom Bootys 3 (2005)
- Big Phat Apple Bottom Bootys 4 (2005)
- Big White Wet Butts 1 (2005)
- Black and Nasty 6 (2005)
- Black Ass Candy 12 (2005)
- Black Ass Candy 13 (2005)
- Black Boned 2 (2005)
- Black Bros Bangin White Ho's 3 (2005)
- Black Gag 1 (2005)
- Black Inside Me 2 (2005)
- Black on Blonde (2005)
- Black Out 1 (2005)
- Black Out 2 (2005)
- Black Reign 6 (2005)
- Black Reign 7 (2005)
- Black Trash (2005)
- Blacks In Blondes 1 (2005)
- Booty Climax 2 (2005)
- Booty Talk 60 (2005)
- Booty Talk 64 (2005)
- Bootylicious 44: Slaves For The Black Man (2005)
- Bottoms Up (2005)
- Bring 'um Young 19 (2005)
- Bush Hunter 1 (2005)
- Chocolate Creampies 1 (2005)
- Craving Black Cock 1 (2005)
- Crazy Big Booty 1 (2005)
- Desperate Mothers and Wives 1 (2005)
- Double Vag 2 (2005)
- Down The Hatch 16 (2005)
- Eighteen 'N Interracial 17 (2005)
- Eighteen 'N Interracial 18 (2005)
- Elastic Assholes 3 (2005)
- Flesh Hunter 8 (2005)
- Flower Power (2005)
- Freak Nasty 1 (2005)
- Fuck My White Ass 1 (2005)
- Gimme Some of That (2005)
- Gina's Black Attack 1 (2005)
- Girth Wind And Fire 2 (2005)
- H.T.'s Black Street Hookers 69 (2005)
- H.T.'s Black Street Hookers 71 (2005)
- H.T.'s Black Street Hookers 73 (2005)
- H.T.'s Black Street Hookers Cream Pies 5 (2005)
- H.T.'s Black Street Hookers Cream Pies 6 (2005)
- Hellcats 9 (2005)
- Hittin' Dat White Azz 5 (2005)
- Hole Collector 1 (2005)
- Hot Latin Pussy Adventures 38 (2005)
- I Got The Biggest Tits! Wet T-shirt Contest 6 (2005)
- If It Ain't Black Take It Back 4 (2005)
- I'm A Big Girl Now 3 (2005)
- Incumming 5 (2005)
- Incumming 6 (2005)
- Interracial Cream Pies 1 (2005)
- Interracial POV 3 (2005)
- Interracial POV 4 (2005)
- Lascivious Latinas 2 (2005)
- Lascivious Latinas 3 (2005)
- Latin Booty Talk 4 (2005)
- Latin Lickers 4 (2005)
- Let Off in Me 1 (2005)
- Let Off in Me 2 (2005)
- Lewd Conduct 24 (2005)
- Lil Jon's Vivid Vegas Party (2005)
- Manhammer 4 (2005)
- Mature Brotha Lovers 1 (2005)
- Mo' Betta Black (2005)
- Mouth 2 Mouth 3 (2005)
- New Trix 4 (2005)
- Nice Rack 12 (2005)
- No Swallowing Allowed 5 (2005)
- Once You Go Black 4 (2005)
- Orgy World: Brown And Round 6 (2005)
- Orgy World: Brown And Round 7 (2005)
- Orgy World: The Next Level 9 (2005)
- Oriental Orgy World 3 (2005)
- Phat Azz White Girls 15 (2005)
- Phat Azz White Girls 19 (2005)
- Ride Dat Black Pole (2005)
- Sex Dolls (2005)
- She Swallows (2005)
- Silverback Attack 1 (2005)
- Squirt On My Black Cock 1 (2005)
- Teenage Anal Princess 3 (2005)
- Teens Too Pretty for Porn 2 (2005)
- Teens With Tits 4 (2005)
- There's Something About Jack 36 (2005)
- Throat Gaggers 7 (2005)
- Top Guns 2 (2005)
- Top Guns 3 (2005)
- Top Guns 4 (2005)
- Un-natural Sex 15 (2005)
- Up Your Ass 23 (2005)
- Welcum to Casa Butts 2 (2005)
- White Chicks Gettin' Black Balled 10 (2005)
- White Chicks Gettin' Black Balled 11 (2005)
- White Chicks Gettin' Black Balled 12 (2005)
- White Chicks Gettin' Black Balled 9 (2005)
- White Chocolate 1 (2005)
- White Girls Suck and Swallow 2 (2005)
- White Wife Black Cock 7 (2005)
- Young Cheerleaders Swap N' Swallow 3 (2005)
- T for Tushy (2006)
- 2 Ho's and a Bro (2006)
- Ahh Shit White Mama You Got Ass 2 (2006)
- All Dat Azz 33 (2006)
- All That Ass: The Orgy 4 (2006)
- Anal Renegades 2 (2006)
- Artcore 4: Dreams (2006)
- Asians 3 (2006)
- Ass Good Ass it Gets (2006)
- Ass Worship 9 (2006)
- Assiliciously Delicious 14 (2006)
- Azz And Mo Ass 5 (2006)
- Ba Dunk a Bounce 1 (2006)
- Big Black Beef Stretches Little Pink Meat 4 (2006)
- Big Black Dicks Little Asian Chicks 2 (2006)
- Big Black Sticks In Little White Slits 1 (2006)
- Big Black Wet Butt Orgy 1 (2006)
- Big Black Wet Butt Orgy 2 (2006)
- Big Black Wet Tits 3 (2006)
- Big Night Sticks Little White Chicks 1 (2006)
- Big Phat Apple Bottom Bootys 7 (2006)
- Big Phat Black Wet Butts 4 (2006)
- Big Phat Black Wet Butts 5 (2006)
- Big Phat Black Wet Butts 7 (2006)
- Big Phat Wet Ass Orgy 2 (2006)
- Big Wet Round Bootys and Ill Flows 1 (2006)
- Big Wet Round Bootys and Ill Flows 2 (2006)
- Black and Wild 21 (2006)
- Black and Wild 23 (2006)
- Black Ass Candy 14 (2006)
- Black Ass Candy 15 (2006)
- Black Ass Candy 17 (2006)
- Black Bros Bangin White Ho's 4 (2006)
- Black Bubble Butt Hunt 1 (2006)
- Black Da Fuck Up (2006)
- Black Dicks in Asian Chicks 3 (2006)
- Black Dicks In Latin Chicks 1 (2006)
- Black Domination (2006)
- Black Moon Risin 1 (2006)
- Black Moon Risin 3 (2006)
- Black Moon Risin 4 (2006)
- Black on White Camel Toe (2006)
- Black Owned 1 (2006)
- Black Reign 9 (2006)
- Black Thai Affair 1 (2006)
- Bomb Ass White Booty 6 (2006)
- Bomb Ass White Booty 7 (2006)
- Booty Talk 68 (2006)
- Booty Talk 71 (2006)
- Booty Talk 73 (2006)
- Can a Brotha Get a Squirt 1 (2006)
- Chocolate Ass Candy 2 (2006)
- Chocolate Creampies 2 (2006)
- Chocolate Hood Pussy (2006)
- Cock Happy 1 (2006)
- Crazy Big Booty 2 (2006)
- Cream Filled Holes 4 (2006)
- Creamin' Black Pussy (2006)
- Damn Dat's Ass 1 (2006)
- Damn Dat's Ass 2 (2006)
- Dark Meat 1 (2006)
- Deep Black Ass 1 (2006)
- Deep Black Ass 2 (2006)
- Desperate Mothers and Wives 5 (2006)
- Dirrty 5 (2006)
- Doin Da Bubble Butt 1 (2006)
- Double Bubble Booty 1 (2006)
- Ebony XXX 3 (2006)
- Ebony XXX 4 (2006)
- Freak Nasty 3 (2006)
- Freak Nasty 4 (2006)
- Fresh out the Box 5 (2006)
- Fuck My White Ass 2 (2006)
- Fuck This Face Then My Butt (2006)
- Gangbangers Ball (2006)
- Gangland 57 (2006)
- Ghetto Booty 22 (2006)
- Ghetto Booty 23 (2006)
- Girl Next Door 2 (2006)
- H.T.'s Black Street Hookers Cream Pies 7 (2006)
- H.T.'s Black Street Hookers Cream Pies 9 (2006)
- Hit Dat Shit 5 (2006)
- Horny Black Mothers 1 (2006)
- I Like Black Boys 1 (2006)
- I Love Gina 1 (2006)
- I Was Tight Yesterday 5 (2006)
- In Thru The Back Door 1 (2006)
- Incumming 7 (2006)
- Incumming 9 (2006)
- Interracial (2006)
- Interracial Hole Stretchers 5 (2006)
- Interracial POV 5 (2006)
- Interracial Sperm Swallowing 2 (2006)
- It'z a Black Thang 2 (2006)
- Juicy Wet Asses 2 (2006)
- Latina House of Ass 1 (2006)
- Lex Steele XXX 6 (2006)
- Massive Wet Asses 1 (2006)
- Mobster's Ball 1 (2006)
- My First Black Monster Cock 1 (2006)
- Naomi: There's Only One (2006)
- Nasty Universe 1 (2006)
- New Chicks Cum First 1 (2006)
- Orgy World: Brown And Round 9 (2006)
- Oriental Orgy World 4 (2006)
- Overflowing Assholes 2 (2006)
- Phat Black Wet Asses 2 (2006)
- Phattys Rhymes and Dimes 1 (2006)
- Phattys Rhymes and Dimes 2 (2006)
- Racial Tension 1 (2006)
- She Got Ass 13 (2006)
- She Got Ass 14 (2006)
- Shhwing (2006)
- Silverback Attack 2 (2006)
- Spanish Fly Pussy Search 18 (2006)
- Spring Chickens 16 (2006)
- Squirt On My Black Cock 2 (2006)
- Sugar Pie Honeyz 1 (2006)
- Sugar Pie Honeyz 2 (2006)
- Super Size My Snatch 1 (2006)
- Superwhores 7 (2006)
- Tear Jerkers 2 (2006)
- Teens With Tits 6 (2006)
- That's Fucked Up (2006)
- Thick Tricks And Magic Sticks (2006)
- Top Guns 5 (2006)
- Virgin Territory (2006)
- Wet Juicy Asses 1 (2006)
- White Girls Got Azz Too 2 (2006)
- White Girls Never Say No (2006)
- Who's That Girl 2 (2006)
- Women of Color 11 (2006)
- Yo Mama's a Freak 2 (2006)
- Young Asian Cookies Dripping Cum 7 (2006)
- Young Asian Cookies Dripping Cum 8 (2006)
- Ahh Shit White Mama You Got Ass 4 (2007)
- All That Ass: The Orgy 5 (2007)
- Apple Bottom Snow Bunnies 1 (2007)
- Baller Nation 1 (2007)
- Baller Nation 2 (2007)
- Best of Gangbang Auditions (2007)
- Big Ass Badonkadonk Bash 1 (2007)
- Big Ass Show (2007)
- Big Black Racks 2 (2007)
- Big Black Sticks In Little White Slits 2 (2007)
- Big Black Wet Tits 7 (2007)
- Big Butt All Stars: Beauty (2007)
- Big Butt Auditions 1 (2007)
- Big Butt Brotha Lovers 8 (2007)
- Big Butt Smashdown 9 (2007)
- Big Phat Onion Booty 2 (2007)
- Big Phat Onion Booty 3 (2007)
- Big Phat Onion Bottoms 1 (2007)
- Billion Dollar Booties 2 (2007)
- Black Ass Addiction 1 (2007)
- Black Ass Addiction 2 (2007)
- Black Assassins (2007)
- Black Azz Orgy 2 (2007)
- Black Bros and MILF Ho's (2007)
- Black Cherry Poppers 3 (2007)
- Black Cocks Tiny Teens 3 (2007)
- Black Guys In White Thighs 2 (2007)
- Black Moon Risin 5 (2007)
- Black Owned 2 (2007)
- Black Snake Boned (2007)
- Booty Juice 9 (2007)
- Booty Talk 76 (2007)
- Bring It Black 7 (2007)
- Bubble Bursting Butts 3 (2007)
- Crazy Big Booty 4 (2007)
- Crazy Big Booty 5 (2007)
- Cuckold 1 (2007)
- Cum Coat My Throat 2 (2007)
- Cum In My Booty (2007)
- Cum Sucking Whore Named Luci Thai (2007)
- Dark Meat Asian Treat 1 (2007)
- Dark Meat White Treat 1 (2007)
- Dark Meat White Treat 3 (2007)
- DeMentia 5 (2007)
- Dynamic Booty 1 (2007)
- Fantasy All Stars 4 (2007)
- Feeding Frenzy 9 (2007)
- Fetish Ball 2 (2007)
- Freak Nasty 7 (2007)
- Fresh out the Box 6 (2007)
- Gang Bangin Whitey 1 (2007)
- Gang Bangin Whitey 3 (2007)
- Gangbang Auditions 22 (2007)
- Gangbang Girl 37 (2007)
- Gin and Juicy Azzes 5 (2007)
- Gin and Juicy Azzes 6 (2007)
- Glory Hole (2007)
- Her Deep Dark Secret 2 (2007)
- Her Deep Dark Secret 3 (2007)
- Horny Black Mothers 4 (2007)
- I Love Black Dick 4 (2007)
- I Love Black Dicks (2007)
- Inside Jobs 2 (2007)
- Interracial Hardcore Gang Bangin (2007)
- It'z a Black Thang 4 (2007)
- Keep 'Em Cummin' 2 (2007)
- L.G.'s Big Booty City 1 (2007)
- Let Off in Me 3 (2007)
- Mo Bigger Mo Beautiful 1 (2007)
- Mom Got Ass 1 (2007)
- New Lil Freaks Get It Poppin 1 (2007)
- New Lil Freaks Get It Poppin 2 (2007)
- No Swallowing Allowed 11 (2007)
- Nuttin' Butt Tits 'n Ass 1 (2007)
- Obscene Behavior 1 (2007)
- Overflowing Assholes 4 (2007)
- Phat Ass White Booty 1 (2007)
- Phattys Rhymes and Dimes 3 (2007)
- Phattys Rhymes and Dimes 4 (2007)
- Phattys Rhymes and Dimes 5 (2007)
- Pimp Element 3 (2007)
- Pro-Am Pussy Adventures 1 (2007)
- Red on Top Black in the Hole 1 (2007)
- Savanna's Been Blackmaled (2007)
- Sexy Bootylicious Moms (2007)
- Sexy Phat 2 (2007)
- She Got Way Mo Ass 1 (2007)
- She Likes It Black 1 (2007)
- She Likes It Black 2 (2007)
- She Likes It Black 3 (2007)
- She Likes It Black 4 (2007)
- Sugar Pie Honeyz 5 (2007)
- Sugar Pie Honeyz 7 (2007)
- Superwhores 8 (2007)
- Teenage Brotha Lovers 9 (2007)
- Ultimate Asses 7 (2007)
- Up Your Ass 27 (2007)
- Wet Juicy Asses 2 (2007)
- White Chicks Gettin' Black Balled 19 (2007)
- White Chicks Gettin' Black Balled 21 (2007)
- White Trash Whore 39 (2007)
- White Wife Black Cock 8 (2007)
- Whole Lotta Lovin' (2007)
- Who's Your Mommie 4 (2007)
- Women of Color 12 (2007)
- Yo Mama's a Freak 3 (2007)
- Ahh Shit White Mama You Got Ass 5 (2008)
- All Dat Azz 39 (2008)
- American Black Ass 3 (2008)
- American Black Ass 4 (2008)
- Anal vs. Oral (2008)
- Asian Brotha Lovers 6 (2008)
- Bangin White Ass (2008)
- Big Ass Quake 3 (2008)
- Big Black Bubble Butts 1 (2008)
- Big Booty Bash (2008)
- Big Butt Brotha Lovers 13 (2008)
- Big League Booty 7 (2008)
- Big League Booty 8 (2008)
- Big White Bubble Butts 4 (2008)
- Black Ass Addiction 3 (2008)
- Black Ass Cravin (2008)
- Black Boned (2008)
- Black Bubble Butt Hunt 6 (2008)
- Black Gangbangers 9 (2008)
- Black in My Crack 3 (2008)
- Black in My Ho 2 (2008)
- Black Moon Risin 9 (2008)
- Black Reign 14 (2008)
- Booty Call 6 (2008)
- Cream Filled Phatties 2 (2008)
- Creampie MILFshake (2008)
- Cum Coat My Throat 4 (2008)
- Cum Sucking Whore Named Jasmine Byrne (2008)
- Doin Da Bubble Butt 5 (2008)
- Flava of Lust (2008)
- Fresh out the Box 10 (2008)
- Gapeman 1 (2008)
- Gapeman 2 (2008)
- Girlvert 17 (2008)
- Heavy Weights (2008)
- Hot Latin Pussy Adventures 53 (2008)
- I'll Take It Black 5 (2008)
- Juicy Latin Coochie 1 (2008)
- Love African American Style 2 (2008)
- Manhammer 8 (2008)
- Massive Wet Asses 5 (2008)
- MILF Magnet 2 (2008)
- My First White Chick 2 (2008)
- New Lil Freaks Get It Poppin 5 (2008)
- Phat Ass White Booty 3 (2008)
- Phat Black Juicy Anal Booty 1 (2008)
- Phattys Rhymes and Dimes 6 (2008)
- Phattys Rhymes and Dimes 7 (2008)
- Phattys Rhymes and Dimes 8 (2008)
- Reverse Bukkake 9 (2008)
- Snow White Loves Black Pole 2 (2008)
- Throat Injection (2008)
- White Trash Whore 40 (2008)
- Yo Mama's a Freak 4 (2008)
- Ass Spread (2009)
- Barrio Booty 6 (2009)
- Battle of the Bootys (2009)
- Best of Incumming (2009)
- Big Ass White Girls 1 (2009)
- Big Black Racks 5 (2009)
- Big Butt All Stars: Georgia X (2009)
- Big Phat Round White Booty (2009)
- Big White Bubble Butts 6 (2009)
- Black Anal Assassins (2009)
- Black Ass Addiction 4 (2009)
- Black Ass Master 4 (2009)
- Black Butthole Stretchers (2009)
- Booty Call 7 (2009)
- Butts Tits Feet Mouth Dick Pussy 1 (2009)
- Chocolate Ass Candy 5 (2009)
- Cum Eating Cuckolds 10 (2009)
- Cum Eating Cuckolds 9 (2009)
- Dirty Horny Orgies (2009)
- Doin Da Bubble Butt 6 (2009)
- Earthquake Booty 3 (2009)
- Gapeman 3 (2009)
- Get That Black Pussy 2 (2009)
- Innocent Whores 2 (2009)
- Interracial Demolition (2009)
- Iz You My Baby Daddy 1 (2009)
- Iz You My Baby Daddy 2 (2009)
- Juicy Latin Coochie 2 (2009)
- Latin Butthole Stretchers (2009)
- Massive Wet Asses 6 (2009)
- Momma Knows Best 9 (2009)
- Mr. Butt Fetish (2009)
- New Lil Freaks Get It Poppin 6 (2009)
- Phattys Rhymes and Dimes 10 (2009)
- Phattys Rhymes and Dimes 11 (2009)
- Phattys Rhymes and Dimes 9 (2009)
- Private Specials 13: L.A. Girls Love Big Cocks (2009)
- Racial Profiling 1 (2009)
- Tappin' That White Ass (2009)
- Throat Injection 2 (2009)
- White Anal MILFs (2009)
- White Girls Get Busy (2009)
- 2 Big Two Black for Her White Crack 1 (2010)
- 2 Big Two Black for Her White Crack 4 (2010)
- 3 Black Bros and 1 White Ho 1 (2010)
- All-Star Overdose (2010)
- Apple Bottom Azz 2 (2010)
- Attack My Black Ass 2 (2010)
- Barefoot Confidential 66 (2010)
- Black Ass Addiction 6 (2010)
- Black Bootys Drippin' Hot Semen (2010)
- Black Seductions (2010)
- Blacks on Cougars 6 (2010)
- Booty Talk 90: Brickhouse Ass Edition (2010)
- Butts Tits Feet Mouth Dick Pussy 2 (2010)
- Clusterfuck 7 (2010)
- Cuckold Sessions 6 (2010)
- Dynamic Booty 5 (2010)
- Fuck Sasha Grey (2010)
- Full Anal Access (2010)
- Gapeman 4 (2010)
- Gapeman 5 (2010)
- Girls of Red Light District: Tori Black (2010)
- Group Sluts (2010)
- Interracial Anal Love 2 (2010)
- Juicy Latin Coochie 3 (2010)
- Made in China 2 (2010)
- Mike John's Sperm Overload 3 (2010)
- Monster Cock My Mom (2010)
- Phat White Ass Big Black Dick (2010)
- Phattys Rhymes and Dimes 12 (2010)
- Phattys Rhymes and Dimes 14 (2010)
- Race Relations 1 (2010)
- Stretched Open Slimy Vagina (2010)
- Thrilla in Vanilla 3 (2010)
- Thrilla in Vanilla 4 (2010)
- Throat Injection 3 (2010)
- True Interracial Whores: Katie Thomas and Friends (2010)
- True Interracial Whores: Ruth Blackwell and Friends (2010)
- Two Big Black and on the Attack 3 (2010)
- What Can Brown Do For You? (2010)
- White Bootys Drippin' Hot Semen (2010)
- White Girls Get Busy 2 (2010)
- Wide Open Slippery Ass Meat (2010)
- Alexis Texas's Big Butt Bash (2011)
- Big White Tits and Large Black Dicks 3 (2011)
- Bust a Nut or Die Tryin' (2011)
- Butt Nut Pushers (2011)
- Dad's Gonna Be Mad (2011)
- Double Bubble Butt Bust Off (2011)
- Freaky Moms (2011)
- Gapeman 6 (2011)
- Hitchhikers 1 (2011)
- Phattys Rhymes and Dimes 15 (2011)
- Phattys Rhymes and Dimes 16 (2011)
- Pumper's New Jump Offs 2 (2011)
- Spread Your Ass for Me Baby (2011)
- Stretched Ass (2011)
- Sweaty College Girl Butt Stinky Panties (2011)
- True Interracial Whores 8: Katie Thomas and Friends (2011)
- White Chicks Gettin' Black Balled 30 (2011)
- White Chicks Gettin' Black Balled 31 (2011)
- White Chicks Gettin' Black Balled 33 (2011)
- White Pussy Drippin' Hot Semen (2011)
- White Sleeze Bucketz (2011)
- White Sluts Black Nuts 4 (2011)
- AssWoman 2 (2012)
- Big Bottom Bunnies (2012)
- Blacks on Cougars 11 (2012)
- Booty Emergency (2012)
- Cuckold Sessions 14 (2012)
- Does This Dick Make My Ass Look Big (2012)
- Easy Take Downs (2012)
- Gangland Cream Pie 25 (2012)
- Gapeman's Favorite Gapes (2012)
- Interracial Internal (2012)
- Juicy Booty (2012)
- Juicy Fat White Ass (2012)
- Jules Jordan: The Lost Tapes 3 (2012)
- Latin Phatty (2012)
- Lisa Ann: Big Tit Milfs Crave Black Cock (2012)
- My Pussy Is Open Fuck Me (2012)
- New Lil Freaks Get It Poppin 13 (2012)
- New Lil Freaks Get It Poppin 15 (2012)
- Open Meat (2012)
- Phattys Rhymes and Dimes 17 (2012)
- Pumper's New Jump Offs 4 (2012)
- Pussy Wagon Adventures (2012)
- Show Me Your Shit Hole (2012)
- Spanish Mommy (2012)
- Tappin' That White Ass 3 (2012)
- Thrilla in Vanilla 10 (2012)
- White Butt Flesh (2012)
- White Milf Black Dick: The Movie (2012)
- Worship My Feet Then Slip It In (2012)
- Gangland Cream Pie 26 (2013)

### Come regista
- Pink Pussy Cats 6 (2003)
- Down Wit Whitey (2004)
- Crazy Big Booty 1 (2005)
- Fuck My White Ass 1 (2005)
- Let Off in Me 1 (2005)
- Let Off in Me 2 (2005)
- 2 Ho's and a Bro (2006)
- Big Night Sticks Little White Chicks 1 (2006)
- Big Wet Round Bootys and Ill Flows 1 (2006)
- Big Wet Round Bootys and Ill Flows 2 (2006)
- Black Bubble Butt Hunt 1 (2006)
- Chocolate Hood Pussy (2006)
- Crazy Big Booty 2 (2006)
- Deep Black Ass 1 (2006)
- Fuck This Face Then My Butt (2006)
- Phattys Rhymes and Dimes 1 (2006)
- Phattys Rhymes and Dimes 2 (2006)
- Cum In My Booty (2007)
- New Lil Freaks Get It Poppin 1 (2007)
- New Lil Freaks Get It Poppin 2 (2007)
- New Lil Freaks Get It Poppin 3 (2007)
- Phattys Rhymes and Dimes 3 (2007)
- Phattys Rhymes and Dimes 4 (2007)
- Phattys Rhymes and Dimes 5 (2007)
- Gapeman 1 (2008)
- Gapeman 2 (2008)
- Juicy Latin Coochie 1 (2008)
- New Lil Freaks Get It Poppin 4 (2008)
- New Lil Freaks Get It Poppin 5 (2008)
- Phattys Rhymes and Dimes 6 (2008)
- Phattys Rhymes and Dimes 7 (2008)
- Phattys Rhymes and Dimes 8 (2008)
- Ass Spread (2009)
- Big Ass White Girls 1 (2009)
- Big Phat Round White Booty (2009)
- Black Butthole Stretchers (2009)
- Butts Tits Feet Mouth Dick Pussy 1 (2009)
- Earthquake Booty 3 (2009)
- Gapeman 3 (2009)
- Juicy Latin Coochie 2 (2009)
- Latin Butthole Stretchers (2009)
- Mr. Butt Fetish (2009)
- New Lil Freaks Get It Poppin 6 (2009)
- Phattys Rhymes and Dimes 10 (2009)
- Phattys Rhymes and Dimes 11 (2009)
- Phattys Rhymes and Dimes 9 (2009)
- White Girls Get Busy (2009)
- Black Bootys Drippin' Hot Semen (2010)
- Butts Tits Feet Mouth Dick Pussy 2 (2010)
- Gapeman 4 (2010)
- Gapeman 5 (2010)
- Juicy Latin Coochie 3 (2010)
- Phattys Rhymes and Dimes 12 (2010)
- Phattys Rhymes and Dimes 14 (2010)
- Stretched Open Slimy Vagina (2010)
- White Bootys Drippin' Hot Semen (2010)
- White Girls Get Busy 2 (2010)
- Wide Open Slippery Ass Meat (2010)
- Bust a Nut or Die Tryin' (2011)
- Butt Nut Pushers (2011)
- Freaky Moms (2011)
- Gapeman 6 (2011)
- Phattys Rhymes and Dimes 15 (2011)
- Phattys Rhymes and Dimes 16 (2011)
- Pumper's New Jump Offs 2 (2011)
- Spread Your Ass for Me Baby (2011)
- Stretched Ass (2011)
- Sweaty College Girl Butt Stinky Panties (2011)
- White Pussy Drippin' Hot Semen (2011)
- White Sleeze Bucketz (2011)
- Easy Take Downs (2012)
- Gapeman's Favorite Gapes (2012)
- Horny Porn Stars (2012)
- Juicy Fat White Ass (2012)
- Latin Phatty (2012)
- My Pussy Is Open Fuck Me (2012)
- New Lil Freaks Get It Poppin 13 (2012)
- New Lil Freaks Get It Poppin 15 (2012)
- Open Meat (2012)
- Phattys Rhymes and Dimes 17 (2012)
- Pumper's New Jump Offs 3 (2012)
- Pumper's New Jump Offs 4 (2012)
- Show Me Your Shit Hole (2012)
- Spanish Mommy (2012)
- White Butt Flesh (2012)
- Worship My Feet Then Slip It In (2012)